# アドバンスピコ・ビーナ
アドバンスピコ・ビーナ（Advanced PICO Beena）は、セガトイズが2005年8月6日に日本で発売した電子知育玩具。略称はビーナ。当時のメーカー希望小売価格は専用ソフト1本が同梱され税込13,440円。

## 概要
テレビゲームの技術を知育玩具へ転用したキッズコンピュータ・ピコの後継機として開発・発売された。ただしピコとの互換性はない。タッチペンによるテレビと絵本の連動やお絵かき遊びなどピコの特徴はそのままに、画像や音声の表現能力を向上させ、本体によるセーブデータ管理や時計機能などを追加した。これらはセガトイズとアプローズテクノロジーズが共同開発したLSI「AP2010」の搭載により実現した。
ビーナの名称は子供が自然に遊びながら学ぶことを機器の理念として"Be Natural"から命名された。機器ロゴには豆の意匠が見られる。対象層は従来の未就学児を中心にその家族、小学生低学年、高齢者層にまで広げた。
本体のみでは動作せず、絵本状のページが取り付けられたロムカセット「絵本ソフト」を本体へ差し込んで使用する。絵本ソフトは主にページをめくる動作と、本体へ取り付けられたタッチペンによるページやタブレットへのタッチ動作により操作する。タブレットの両端へ取り付けられた丸い大きなボタンと小さな4つのボタンはミニゲームなどで補助的に用いる。
ピコと同様にテレビへ接続して使用するほか、テレビを用いずに音の出る絵本として単体使用できる。この機能はピコシリーズのソフト交換式絵本玩具「さわってピコ」の後継ともなった。
セガトイズはロングセラー玩具となったピコの後継機として期待し、2005年度中で25万台出荷の販売計画を公表したが、2006年11月公表の販売数は15万台超に留まり、在庫調整が行われた。セガトイズは販売不振の原因として小学生低学年など年齢層の拡大失敗、幼児層への訴求不足と他社のゲーム機など競合製品の登場によるシェア喪失を挙げている。
以降はピコと同様に未就学児向けへと回帰した。2008年7月17日には略称のビーナを正式名称とし機器ロゴを刷新するとともに、本体色を子供向けとした廉価機ビーナLite（ビーナライト）を発売した。この時点でのアドバンスピコ・ビーナ販売数は35万台、ビーナLiteの年間販売目標数は10万台とされた。
ビーナLite発売後も売り上げを持ち直すことはなく前年割れが続き、ハード発売から6年後となる2011年7月に新作ソフトの供給を終え、2013年をもって修理サポートを終了した。ハード末期となる2011年6月時点の販売数は45万台であった。

## ハードウェア
ユニバーサルデザイン
タッチペンを主とした簡易な操作方法は従来の幼児層に加え、高齢者層まで幅広く対応する。
左利きのプレイヤーが違和感なく操作できるよう、タッチペンの取り付け端子とホルダーは本体左右へ2か所用意された。出荷時は右側に1本取り付けられているが左側へ差し替えでき、さらにタッチペンを追加し2本接続することもできる。ただし排他利用となり同時にタッチしたりお絵描きすることはできない。
同様に操作ボタンもタブレットの左右両端へ対になるよう取り付けられた。このボタン配置は2人同時プレイにも対応する。
音の出る絵本として単体起動
テレビに接続せず、ビーナ本体と絵本ソフトのみで音の出る絵本としても使用できる。この機能を利用するには専用AVケーブルを本体から抜き取り電源を投入する。タブレット部は反対側へ畳むことができる。タッチペンでページに印刷された文字やイラストに触れるとそれらの読み方や名前・キャラクターのセリフなどを再生する。ソフトによってはしりとりや名前当て・音階当てなどの簡単なゲームも用意される。
電池駆動
テレビ接続時・単独使用時ともACアダプタのほか、単3乾電池4本でも駆動する。音の出る絵本としての単体使用を想定した機能。ACアダプタ使用時は電池を入れる必要はない。
ユーザー設定
ユーザーの名前・性別・誕生日に加え、名前の後に「くん」または「ちゃん」を付けて呼ぶかどうかを設定する。これらの情報は本体メモリに保存され、キャラクターがユーザーの名前を呼ぶなど、ソフトのイベントに反映される。
セーブデータ機能
ソフトのセーブデータを本体メモリへ保存する。最大8タイトルまでのセーブデータを保存可能。
時計機能
本体に駆動用とは別の単3乾電池2本を入れることでこの機能が利用できる。ソフトにより実際の時刻やユーザーの誕生日などと連動したイベントが用意される。

### バリエーション
アドバンスピコ・ビーナ
初代機。絵本ソフト挿入部側の上部にある白い大きな持ち運び用ハンドルが特徴。使用時に引き出し本体を立てるスタンド、白を主体としたツートンカラーと、外形はキッズコミュニケーション・ピコを継承しつつハンドルを除いたサイズや厚みは縮小された。
絵本ソフト挿入部側とタブレット部外側、タッチペンは水色とし、タブレット部内側とハンドルは白色。後に水色の部位をピンクに変更したモデルが追加された。これらには『ビーナタウンへようこそ!』のソフトが同梱された。
「ムシキングセット」では水色の部位を黄緑にした本体と『甲虫王者ムシキング 森の民の伝説』のソフトを、「アンパンマン おえかきセット」では黄色を基調に赤や白を配色した本体と『アンパンマンのわくわくゲームおえかき』のソフトを同梱した。
グリーンケアビーナ
日本ケアサプライより発売。高齢者を対象としたアドバンスピコ・ビーナ本体セット。水色の部位を緑色に変更した本体に脳トレソフト『みんなで楽しむ脳力トレーナー』を同梱。箱に記された商品説明も「孫と一緒に使用」など高齢者を意識した内容に差し替えられている。
ビーナLite
税込9,975円で発売された廉価機。本体性能に変更はない。従来の本体セットからACアダプタとソフトを省き、付属品をAVケーブルのみとした。初代機上部に存在したハンドルを削除したことでサイズは縮小し、タブレット部外側とタッチペンはキッズコンピュータ・ピコをイメージさせる黄色に変更するなど、外装を一新した。カラーバリエーションとして絵本ソフト挿入部側やタブレットシートの色が異なるブルーとピンクの2色を同時発売した。
ビーナLiteとソフトとのセット品も複数発売された。これら本体のタブレットシートにはイラストが印刷されており、セット限定の名目でACアダプタも同梱されている。『アンパンマンをさがせ!』『トイ・ストーリー3』『カーズ2』のセットには、配色を変更しタブレット部外側へイラストやロゴをプリントした本体を同梱した。

## ソフトウェア
専用ソフトは遊びと学習を融合させた「知育シリーズ」と、より学習要素の強い「学習シリーズ」に分けられており、パッケージは前者が青色、後者は黄色を主体としている。
ビーナ用絵本ソフトの外形や端子部はピコ用絵本ソフトと異なり、ピコ本体でビーナ用のソフトを使うことも、逆にビーナ本体でピコ用ソフトを使うこともできない。

### タイトル一覧
発売日は（）内。No.6までがローンチタイトル。サードパーティー発売ソフトも販売とサポートはすべてセガトイズが担当した。
1. ビーナタウンへようこそ!（2005.8.6）アドバンスピコ・ビーナ本体標準セットに試用ソフトとして同梱。セガトイズから部品扱いで購入する場合の価格は送料・税込3,000円[13]。主人公はビーナのイメージキャラクター「グリーンミント」。
2. Partner in TV おうちにわんちゃんがやってきた♪（2005.8.6）
3. それいけ!アンパンマン はじめてかけたよおぼえたよ ひらがな・カタカナ（2005.8.6）
4. ふたりはプリキュア Max Heart（2005.8.6）
5. GO!GO!アドバンスドライブ 6つのマシンにちょうせんだ!（2005.8.6）
6. ディズニー たのしいおべんきょうシリーズ(1) マイクでかんたんABC♪（2005.8.6）『スティッチ!〜いたずらエイリアンの大冒険〜』の放送に合わせ再販版を2009年11月19日に発売[14]。
7. 甲虫王者ムシキング 〜森の民の伝説〜 みんなでたんけん！甲虫の森（2005.10.1）
8. ポケットモンスター アドバンスジェネレーション ポケモンすうじバトル!!（2005.10.1）
9. ドラえもん たのしく おけいこ ひらがな・カタカナ（2005.11.4）
10. 家族みんなの脳力トレーナー（2005.11.4）グリーンケアビーナにはグラフィックなど一部内容を変更した『みんなで楽しむ脳力トレーナー』を同梱。
11. ゲームがいっぱい きかんしゃトーマス（2005.11.10）
12. それいけ!アンパンマン すききらいないこ げんきなこ!（2005.11.18）
13. 名探偵コナン 完全推理!数と図形の謎（2006.2.11）
14. ナルミヤ メゾピアノ おしゃれ＆レッスン♪（2006.2.11）
15. ドラえもん たのしいえんせいかつ ようちえん・ほいくえん（2006.3.25）
16. オシャレ魔女 ラブ and ベリー キュートにオシャレ（2006.4.22）
17. ビーナ トミカで遊ぼう！（2006.4.27）
18. ふたりはプリキュア Splash Star（2006.4.27）
19. 轟轟戦隊ボウケンジャー かずとかたちをおぼえよう!（2006.4.27）
20. にほんごであそぼ（2006.8.5）
21. シナモロール カフェ・シナモンでおてつだい（2006.8.5）
22. それいけ!アンパンマン カードでたのしく♪ABC（2006.8.10）
23. ポイント学習 かきじゅん（2006.8.26）
24. ポイント学習 10マスけいさん（2006.8.26）
25. ポイント学習 とけい（2006.8.26）
26. 甲虫王者ムシキング ネブ博士とかず・かたちにチャレンジ！（2006.9.2）
27. ドラえもん 知能大開発！わくわくゲームランド（2006.10.28）
28. パシャッとへんしん ビューティーアカデミー（2006.11.18）
29. しまじろうのえいごアクティビティえほん ABCパークであそぼう！（2006.11.18）
30. 電車大集合！カードであそぼう（2006.12.2）
31. 知育ドリル オシャレ魔女♥ラブandベリー もじ・かず・ちえあそび（2007.2.17）
32. 太鼓の達人 おんがくレッスン（2007.4.14）
33. ポケットモンスター ダイヤモンド・パール もじ・かず・ちえあそび（2007.4.21）
34. ぷるるんっ!しずくちゃん あそんでたのしく 脳力アップ（2007.4.21）
35. おでんくん おでんむらのたのしいなかまたち（2007.4.21）
36. アンパンマンのわくわくゲームおえかき（2007.7.19）
37. 獣拳戦隊ゲキレンジャー ニキニキ！かず・かたちにチャレンジ！（2007.7.19）
38. 思いやりをはぐくむ語りかけ絵本 ミッフィーとあそぼう・うたおう（2007.7.19）
39. クッキングビーナ 〜おりょうりできちゃった！〜（2007.8.11）
40. Yes!プリキュア5 あそんでおぼえよう！ひらがな！（2007.8.30）
41. 古代王者 恐竜キング Dキッズ・アドベンチャー ディノスラッシュ!恐竜バトル!!（2007.10.25）
42. ディズニーたのしいおえかき おみせやさんをつくっちゃおう！（2007.11.15）
43. 1日10分でえがじょうずにかけるビーナ（2008.2.28）
44. ハローキティのひらがな・カタカナ おなまえかいてみよう！（2008.4.3）
45. 炎神戦隊ゴーオンジャー マッハでおぼえる！あいうえお！！（2008.4.24）
46. Yes!プリキュア5GoGo! love☆loveひらがなレッスン（2008.4.24）
47. おしゃれビーナ おみせで きせかえ・メイク・ヘアカット（2008.7.17）
48. それいけ! アンパンマン ときどき! レスキュードライブ〜カーナビつき〜（2008.8.7）
49. 仮面ライダーキバ ひらがな・すうじ・ちえバトル!!（2008.8.7）
50. アンパンマンをさがせ！（2009.2.26）
51. 侍戦隊シンケンジャー バトルがいっぱい！いざ参る！（2009.4.23）
52. いっしょにへんしん フレッシュプリキュア!（2009.5.28）
53. ポケットモンスター ダイヤモンド・パール ポケモンをさがせ！めいろでだいぼうけん！（2009.9.17）
54. それいけ!アンパンマン おみせがいっぱい！TVでおりょうりつくっちゃお（2009.11.12）
55. ドラえもん わくわく世界一周ゲーム 〜あそんでおぼえる地図・国旗〜（2010.4.1）
56. ゲームがいっぱい きかんしゃトーマス（2010.4.22）
57. 天装戦隊ゴセイジャー スーパーバトル大集合！（2010.4.29）
58. おしゃれにへんしん★ハートキャッチプリキュア!（2010.7.22）
59. シューティングビーナ トイ・ストーリー3 ウッディとバズの大冒険！（2010.8.28）
60. Meet BUB バブとえいごたんけん（2010.10.21）
61. ポケットモンスター ベストウイッシュ 知能育成 ポケモン大運動会（2010.12.4）
62. それいけ!アンパンマン わくわくえいごゲーム！（2011.3.31）『それいけ!アンパンマン カードでたのしく♪ABC』の同梱カードとカードリーダーによるスキャン機能を廃した改変版。
63. スイートプリキュア♪ハッピーおしゃれハーモニー☆（2011.5.26）
64. カーズ2 レーシングビーナ めざせ！ワールドチャンピオン！（2011.7.28）2025年時点、最後に発売されたソフト。

## 周辺機器
ビーナ専用SDカードリーダー
ビーナの拡張ポートへ接続し、お絵描きやペーパークラフトなどの画像データをSDメモリーカードへ記録・保存できる。「SD対応ソフト」の表記があるソフトでのみ使用可能。使用可能なSDメモリーカードは容量1GBまでのものに制限される。

## アーケード
セガとセガトイズはトレーディングカードゲーム方式のアーケード筐体機ビーナランドを共同開発した。この筐体は2004年より稼働したピコランドの後継機にあたり、『きかんしゃトーマス』『ドラえもん』『お茶犬』を起用したゲームを稼働した。